# Hœnir

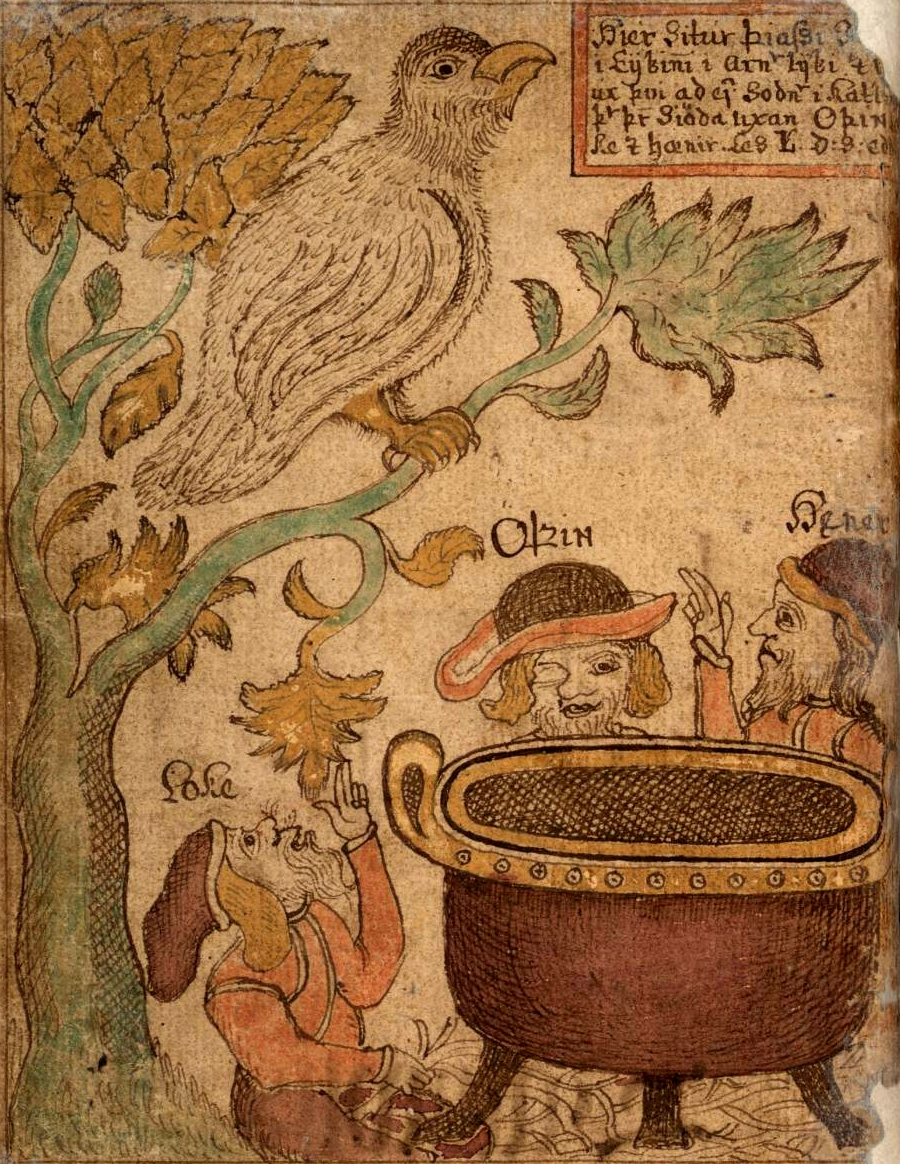
Loki, Odín, Hœnir y Þjazi bajo forma de águila en una ilustración de un manuscrito islandés del.

En la mitología nórdica, Hœnir o Honir era un dios que formaba parte de los Æsir. Junto con Mímir fue con los Vanir como parte del intercambio realizado como pacto para finalizar la guerra entre ambos grupos de dioses. Los Vanir lo convirtieron en uno de sus miembros pero él era indeciso y relegaba a Mímir todas sus decisiones. Este hecho es mencionado en la saga de los Ynglings, donde se lo llama Hone. La figura de este dios es enigmática, ya que a pesar de no brindarse demasiada información sobre él, es mencionado en los eventos más importantes de la mitología nórdica, como la guerra entre los Æsir y los Vanir, la creación de los primeros hombres y la batalla del fin del mundo, el Ragnarök.

La gente de Asaland envió un hombre llamado Hone, que pensaron sería adecuado como jefe, ya que era fuerte y de buen aspecto; y con él enviaron un hombre de gran sabiduría llamado Mime. Por su parte la gente de Vanaland enviaron al hombre más sabio de la comunidad, llamado Kvase. Cuando Hone llegó a Vanaheim, inmediatamente fue convertido en jefe y Mime acudía a él con buenos consejos en todas las ocasiones. Pero cuando Hone se encontraba solo en el Thing o en otras reuniones, si Mime no se encontraba cerca de él, y se le planteaba cualquier dificultad, solo respondía de una forma -- "Ahora dejen que otros den su consejo"; entonces la gente de Vanaland sospechó que la gente de Asaland les habían engañado en el intercambio de hombres.
Saga de los Ynglings, capítulo 4

En la Völuspá, Hœnir y Lóðurr ayudaron a Odín en la creación del primer hombre, Ask y la primera mujer, Embla. Hœnir fue el encargado de darles los sentidos a estos primeros hombres. En Gylfaginning, estos son sustituidos por Vili y Ve. Como Snorri conocía la Völuspá, es probable que Hœnir fuera otro nombre para Vili.
En Skáldskaparmál el dios en mencionado en una travesía junto a Odín y Loki en donde se encuentran con el gigante Þjazi bajo forma de águila cuando se detienen a preparar comida.
En Haustlöng se conserva un relato similar al de Skáldskaparmál donde Þjazi pide a Hœnir unirse a la comida de los viajeros.
En el prólogo de Reginsmál se relata que Hœnir junto a Odín y Loki llegaron hasta la cascada donde moraba el enano Andvari que tenía la habilidad de transformarse en pez y que más tarde Loki robaría su oro y su anillo Andvarinaut.
De acuerdo con la Völuspá, Hœnir fue uno de los pocos dioses que logró sobrevivir al Ragnarök.